# Peste d'Emmaüs
Vous lisez un « bon article » labellisé en 2020.
La peste d'Emmaüs ou peste d'Amwas, en arabe : طاعون عمواس, ṭāʿwina ʿimwās, est une épidémie de peste bubonique ayant affligé la Syrie en 638-639 à la fin de la conquête musulmane de la région. Probable ré-émergence de la peste de Justinien du milieu du VIe siècle, elle tire son nom d'Emmaüs Nicopolis (Amwas pour les Arabes) en Palestine, le principal camp de l'armée musulmane. L'épidémie tue jusqu'à 25 000 soldats dont la plus grande partie du haut commandement de l'armée. Elle entraîne également un grand nombre de décès et de déplacements parmi les populations chrétiennes autochtones de Syrie.
La mort des différents commandants musulmans entraîne la nomination de Muʿāwiya ibn ʾAbī Sufyān au gouvernorat de Syrie, ce qui ouvrira par la suite la voie à l'établissement du califat omeyyade en 661. Les réapparitions de la maladie peuvent avoir par ailleurs plus tard contribué à la chute de la dynastie en 750. Le dépeuplement de la campagne syrienne peut, quant à lui, avoir été un facteur favorisant l'installation des Arabes sur ces terres. En effet, dans les autres régions conquises par les Arabes, ceux-ci s'isolent dans de nouvelles villes de garnison.
Première épidémie à laquelle sont confrontés les musulmans, la peste d'Emmaüs concentre l'attention des sources islamiques, plus que n'importe quelle autre épidémie jusqu'à la peste noire du XIVe siècle. Les récits traditionnels de la réaction du calife Omar et de son commandant Abu Ubayda ibn al-Djarrah fondent les réponses théologiques musulmanes médiévales face à ces évènements. Les principes dérivés de ces récits sont mentionnés dans des débats autour de la prédestination, du libre arbitre et du concept même de contagion. Ils servent également de bases aux recommandations pratiques vis-à-vis des territoires affectés par la peste, telles que des interdictions d'y entrer ou de les fuir.

## Origines et contexte politique

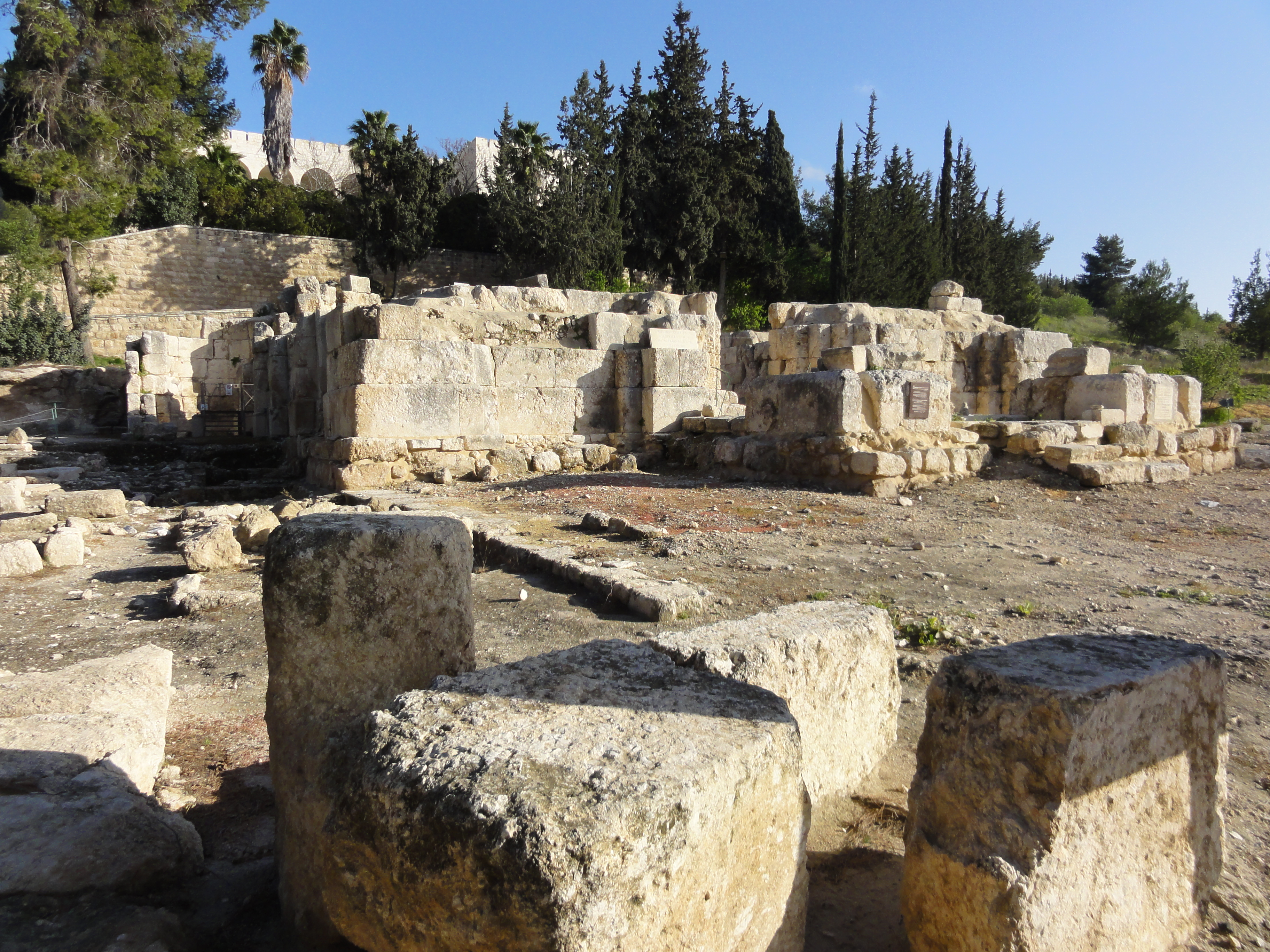
Le site d'Emmaüs Nicopolis, appelée Amwas par les Arabes. La peste frappe les troupes arabes musulmanes qui y campent avant de s'étendre en Syrie-Palestine et d'affecter l'Irak.

La peste d'Emmaüs (ta'un Amwas en arabe) est probablement une épidémie de peste bubonique, bien que les sources ne détaillent pas de symptômes spécifiques de la maladie,. C'est la deuxième peste connue de l'ère islamique (622 - ) après la peste de Shirôyé (en) qui frappe l'Irak sassanide en 627-628, et la première à affecter directement les musulmans. Il s'agit probablement d'une ré-émergence de la peste de Justinien qui débute à Péluse (à côté de la moderne Suez) en 541 avant de s'étendre vers l'ouest à Alexandrie et à l'est en Palestine. Elle atteint la capitale impériale Constantinople en 541-542 et affecte le reste de l'Europe ainsi que l'Empire sassanide, comme rapporté par l'historien byzantin contemporain Procope de Césarée. La peste de Justinien réapparaît entre neuf et douze fois entre le milieu du VIe et le VIIe siècles.
Amwas, nom arabe d'Emmaüs Nicopolis, est originellement un camp fortifié romain depuis le Ier siècle évoluant progressivement en une petite ville dès le IIIe siècle. Elle est prise aux Byzantins après la bataille d'Ajnadayn en 634 ou du Yarmouk en 636 par les quatre armées envoyée de Médine par le premier calife Abou Bakr et dirigées respectivement par Amr ibn al-As, Yazid ben Abi Sufyan, Shurahbil ibn Hasana et Abu Ubayda ibn al-Djarrah pour conquérir la Syrie byzantine,. Au début de l'épidémie, le site est le principal camp des troupes arabes musulmanes en Syrie, là où les butins sont divisés et les soldats payés,.

## Chronologie
La peste d'Amwas a lieu en 17 AH (638 apr. J.-C.) et/ou 18 AH (639 apr. J.-C.). D'après l'historien du VIIIe siècle Sayf ibn Umar, elle débute en Mouharram-Safar 17 AH (janvier–février 638) avant de se dissiper puis de revenir, infligeant de nombreuses morts « à l'avantage de l'ennemi [les Byzantins] ». Le savant égyptien al-Suyūtī (mort en 1505) soutient que la peste est réapparue peu de temps après sa première émergence, ce qui pour l'historien américain Michael Dols « explique les deux dates [638 et 639] ».
La peste émerge à plusieurs endroits lors d'une sécheresse frappant la Syrie pendant neuf mois, période appelée par les Arabes « année des cendres ». D'importantes famines en Syrie-Palestine ont aussi pu favoriser la diffusion de la maladie : outre la fragilisation du système immunitaire des populations locales, l'accumulation de réserves de nourriture dans les villes et villages a pu attirer des rongeurs infectés et les emmener au contact de la population humaine. Après s'être diffusée à travers la Syrie, elle affecte également l'Irak, puis s'éteint au mois de Chawwal 18 AH (octobre 639).

## Récits traditionnels sur la peste d'Emmaüs

Carte de Syrie vers la fin de la conquête musulmane de la région, vers 638.

D'après l'un des principaux récits des sources traditionnelles islamiques, le calife Omar, souhaitant prévenir la maladie et la potentielle mort de son principal commandant Abu Ubayda, convoque ce dernier à Médine. Ce dernier, cependant, conscient de la volonté d'Omar de le rappeler, refuse d'abandonner ses hommes. Omar chemine alors vers la Syrie afin d'évaluer la situation et rencontre les chefs de son armée syrienne à Sargh, une étape dans le désert à treize jours de marche au nord de Médine,. Il y consulte d'abord les chefs des factions Muhadjirun et Ansâr, représentant les premiers convertis à l'islam et l'élite de l'État musulman naissant, qui s'opposent à la fuite des zones touchées par la peste,. En désaccord avec leurs recommandations, le calife s'entretient ensuite avec les chefs des Quraych, convertis plus tardivement et représentants la tribu à laquelle appartiennent le prophète Mahomet, le précédent calife Abu Bakr et Omar lui-même. Ceux-ci proposent un retrait de l'armée de la zone touchée par l'épidémie, ce qu'accepte Omar,. Abu Ubayda proteste, arguant d'un hadîth de Mahomet : « Si vous apprenez que cette épidémie est dans un pays, n'y allez pas. Si elle survient alors que vous êtes là, n'en partez pas pour la fuir. ». Omar, cherchant à ne pas s'aliéner son général, rétorque par une parabole : une personne choisirait naturellement le côté vert d'une vallée plutôt que son côté stérile, mais quelle que soit la décision de la personne, ce serait la volonté de Dieu. Pour Omar, décider le repli de l'armée vers un territoire sain ne s'oppose donc pas à la volonté de Dieu. D'après l'historien du IXe siècle Tabari, le hadîth ci-dessus est rapporté à Omar par Abd ar-Rahmân ibn 'Awf, un des dix compagnons de Mahomet promis au paradis, ce qui le décide à se retirer avec ses hommes en laissant Abu Ubayda  à son poste. Le sommet de Sargh se conclut ainsi par l'ordre d'Omar à Abu Ubdaya de mener l'armée vers des terres plus saines, puis par le retour du calife à Médine.
L'armée se déplace alors le long de la vallée du Jourdain, puis du lac de Tibériade, pour atteindre le plateau de Hauran, et dresse son camp dans l'ancienne capitale ghassanide Jabiyah,. En raison de son climat sain, Jabiyah sert de sanatorium pour les troupes frappées par la peste et devient le centre de distribution des butins de guerre. Cependant, Abu Ubayda succombe de la peste sur le chemin en 639. Son successeur Muadh ibn Jabal, ainsi que deux de ses femmes et fils (ou toute sa famille), meurt immédiatement après, suivi par son propre successeur, Yazid ben Abi Sufyan. Shurahbil meurt lui aussi de la peste, comme d'autres musulmans notoires et compagnons de Mahomet, tels que Suhayl ibn Amr (en) et son fils Abu Jandal (en), Fadl ibn Abbas (en), Al-Harith ibn Hisham, ainsi que la plupart des soixante-dix membres de la famille de ce dernier établis en Syrie. Amr ibn al-As mène finalement les survivants de l'armée musulmane jusqu'au Hauran, avant de mener en décembre 639 la conquête de l'Égypte, soit avec l'accord à contre-cœur d'Omar, soit même sans son autorisation,.
Les récits traditionnels islamiques estiment qu'entre 20 000 et 25 000 soldats musulmans meurent de la peste en Syrie,. Des 24 000 hommes comptabilisés en 637, seuls 4 000 sont encore à Jabiyah en 639 ; l'historien américain Fred Donner note cependant qu'une proportion inconnue aurait temporairement déserté et retourné en Arabie.
Ailleurs en Syrie, la peste cause des pertes substantielles dans la population chrétienne locale. Elle provoque une augmentation des prix et l'accumulation de biens, incitant Omar à interdire la spéculation. D'après Tabari, après son retour à Médine à la suite du sommet de Sargh, Omar informe ses conseillers de sa volonté de visiter ses troupes en Syrie-Palestine et d'estimer le chaos provoqué par la peste. Durant cette supposée visite en 639, il donne des instructions sur le devenir des biens des musulmans morts durant l'épidémie et règle les réclamations suspectes de certaines de ses troupes.

## Historicité des récits traditionnels
Les islamologues réinterrogent, de nos jours, les récits traditionnels sur la naissance de l'islam, qui « [se donnent] en effet à lire comme un récit composé a posteriori et visant à légitimer un pouvoir musulman confronté à ses propres divisions et à la splendeur des empires passés ».
La peste est citée anciennement dans la littérature arabe médiévale (chroniques, hadîths…) : les représentations de celle d'Emmaüs sont, selon l'historien américain Justin K. Stearns, « variées voire contradictoires ». Ainsi, les sources hésitent sur la date de cette épidémie (17e ou 18e année de l'Hégire) et les réactions face à celle-ci varient selon l'identité de l'auteur des textes. Ayant acquis un rôle théologique notable, ces récits se devaient de conserver les événements importants mais aussi les  « fioretti hagiographiques » et les paroles. Ils illustrent la mise en place d'une jurisprudence « grâce aux consignes mises dans la bouche du Prophète et au récit classique qui racontait pourquoi 'Umar rebroussa chemin à la frontière arabo-syrienne ».
Pour certains auteurs musulmans, l'histoire de la peste d'Emmaüs appartient au même ensemble que l'histoire d'Ezekiel qui, dans la tradition musulmane, ressuscite des victimes d'une épidémie de peste ayant frappé Israël à l'époque du roi David. Ainsi, à la différence de Tabari, al-Farisi, Tha'labi et Ibn Kathir intègrent tous les trois le récit de cet événement à la partie consacrée à Ezekiel. Des passages du Kitab al-Anbiya (« Livre des prophètes ») inclus dans le recueil d'hadiths Sahih al-Bukhari suggèrent même, selon l'exégète Jean-Louis Déclais, « que la peste d'Emmaüs a quelque chose à voir avec l'histoire sainte du passé ». Cela apparaît aussi dans les influences textuelles : le choix d'Abu Ubayda est justifié par un hadîth rapporté par Ibn Hanbal où Mahomet déclare préférer que Dieu inflige à sa communauté la peste plutôt que la famine ou la défaite aux mains de l'ennemi. Ce hadîth s'inspire du récit biblique où David fait le même choix.
Les historiens modernes s'accordent à dire que les circonstances exactes et réelles de la peste d'Emmaüs ne sont pas reconstituables. L'historiographie se concentre alors largement sur les descriptions de l'événement qu'en font les récits islamiques du VIIIe au Xe siècle, en lien avec les collections de hadîths (traditions et dictons de Mahomet), et ce, dans le cadre des débats théologiques portant sur la prédestination, le statut des pécheurs musulmans et le concept de contagion. L'islamologue Josef van Ess souligne l'aspect paradigmatique de cette épidémie, au-delà de sa dimension historique. Intégré à l'histoire du Salut, cet événement devient un « mythe historique ».

## Conséquences

### Effets politiques et sociaux à long terme

#### Changements ethniques et géopolitiques
Les lourdes pertes subies par la population chrétienne autochtone et l'augmentation de l'émigration depuis la Syrie à la suite de la peste ont peut-être contribué à l'intensification de la colonisation de la Syrie par les Arabes et à leur pénétration de la société locale au cours de la période omeyyade (entre 640 et 750). Pour l'historien britannique Lawrence Conrad, les Arabes, comptant sur les revenus de l'impôt collecté auprès des non-musulmans dans les régions conquises, n'ont peut-être pas eu initialement l'intention de coloniser la Syrie, mais ils y ont été forcés afin de repeupler les campagnes désertées à la suite du passage de la peste. La politique d'installation des tribus arabes dans la région s'avère exceptionnelle ; en effet, dans d'autres régions conquises telles que l'Irak, les premiers établissements arabes sont principalement circonscrits aux villes de garnison nouvellement construites.
Emmaüs est remplacée comme quartier-général des Arabes en Palestine d'abord par Lydda et/ou Jérusalem, puis par Ramla, fondée par le calife omeyyade Sulayman ibn Abd al-Malik au début du VIIIe siècle,. Dans les années 1870, Charles Simon Clermont-Ganneau rapporte qu'un puits du village d'Amwas porte encore le nom « bir al-ta'un » (« puits de la peste »). Jabiyah reste le principal camp militaire arabe en Syrie jusqu'au règne de Sulayman.

#### Naissance et chute du califat omeyyade

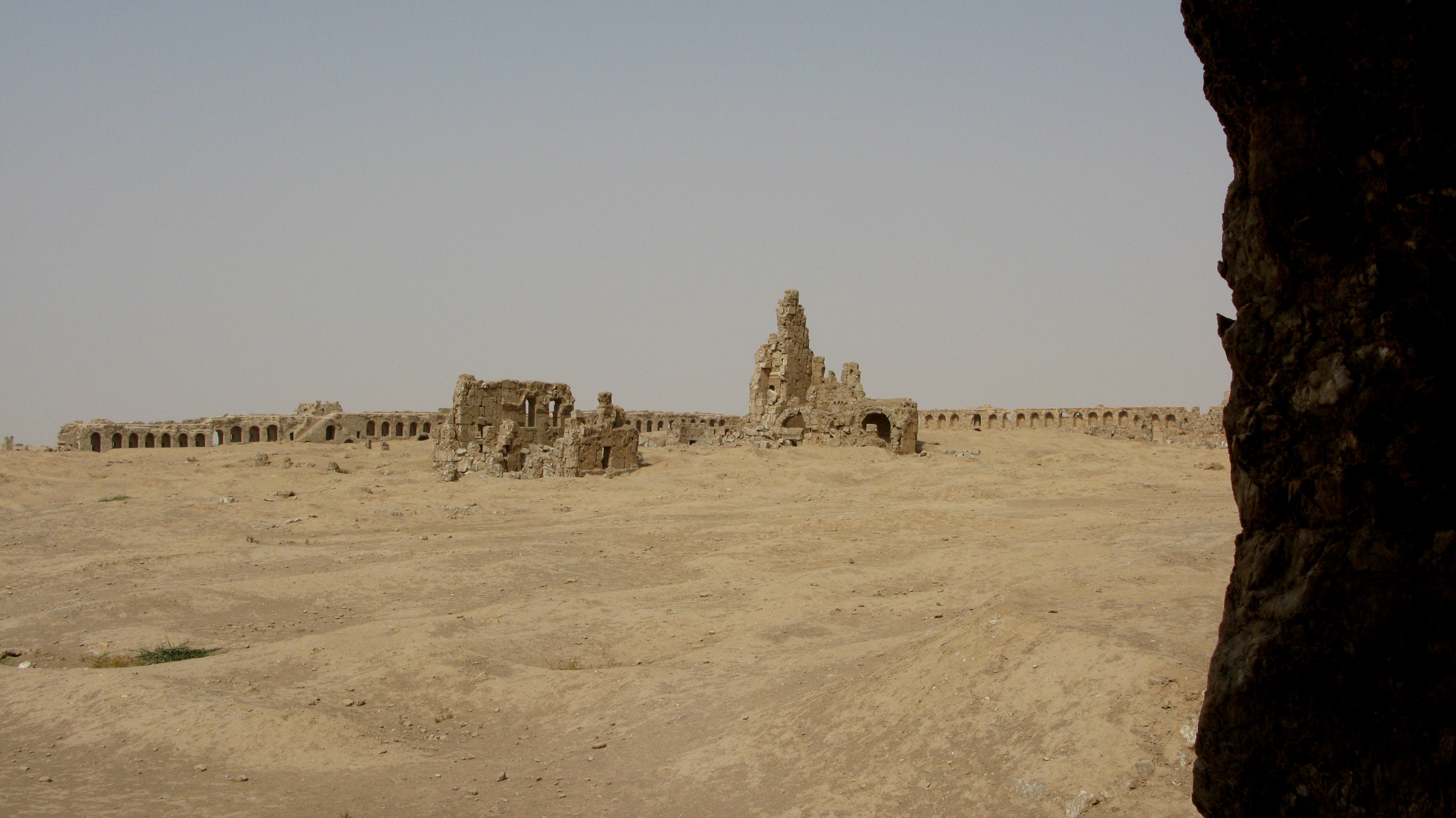
Resafa, résidence préférée en temps de peste du calife Hicham. Les califes omeyyades quittent régulièrement des villes syriennes pour se retirer dans leurs palais du désert lors des récurrences de l'épidémie de peste.

Face à la mort de ses principaux commandants en Syrie, Omar nomme le frère et adjoint de Yazid ben Abi Sufyan, Muʿawiya, commandant de son armée, permettant à terme la fondation du califat omeyyade par ce dernier en 661. L'historien germano-américain Wilferd Madelung suppose que la peste en Syrie aurait empêché Omar de déployer des commandants plus préférables depuis Médine, nommant Muʿawiya à défaut d'une alternative plus appropriée. Les importantes pertes subies par les troupes musulmanes en Syrie entraînent une forte dépendance militaire de Muʿawiya envers les tribus arabes chrétiennes en Syrie, anciennement alliées aux Byzantins, comme les Banu Kalb, ces derniers étant restés essentiellement neutres lors des combats opposants musulmans et Byzantins en Syrie au cours des années 630. Pour Humphreys, le récit de l'ascension au pouvoir de Mu'awiya doit être pris avec un certain scepticisme : les récits des anciens historiens musulmans ont tenté de créer un sens à la « transition politique chaotique du pouvoir byzantin à celui arabo-musulman en Palestine et en Syrie durant la fin des années 630 ».
La peste ressurgit en Syrie-Palestine environ chaque décennie entre 688/89 et 744/45, frappant parfois la dynastie omeyyade elle même. Les morts des califes omeyyades Muʿawiya II (règne de 683 à 684), Marwān Ier (684-685), Abd al-Malik (685-705) et Sulaymān (715-717), ainsi que celles des gouverneurs omeyyades en Irak, al-Mughira ibn Shu'ba (661-671) et Ziyad ibn Abihi (665-673), peuvent ainsi être directement liées aux épidémies en Syrie et en Irak,. Les califes omeyyades quittent régulièrement les villes syriennes pour se retirer dans leurs palais du désert lorsque la maladie ressurgit en été. Le calife Hicham (règne de 724 à 743), par exemple, préfère son palais de Resafa à Damas, voyant cette dernière comme malsaine.
L'historien Michael Dols avance que les fréquentes résurgences de la peste pourraient avoir constamment sapé la croissance naturelle de la population en Syrie-Palestine, le cœur du califat omeyyade, et affaibli le pouvoir de la dynastie. En parallèle, les migrations tribales arabes vers la province extrême-orientale du Khorassan, apparemment épargnée par les épidémies de peste, peuvent avoir conduit à une croissance asymétrique puis à la prédominance de la moitié orientale du califat, et à l'irruption dans cette province de la révolution abbasside (en), qui renverse finalement les Omeyyades en 750. Selon l'historien Lawrence Conrad, à la fin des cycles de résurgence de la peste, les Omeyyades ont perdu le contrôle effectif de l'est du califat et « il est tentant de voir les interminables fléaux des dernières années de la dynastie comme étant un facteur important dans la victoire de la révolution abbasside ».

### Interprétations théologiques
Bien qu'elle ait été relativement isolée géographiquement, la peste d'Emmaüs reçoit ainsi plus d'attention dans la littérature arabe médiévale que toute autre épidémie jusqu'à la peste noire du XIVe siècle. Les récits de la réponse à la peste par les compagnons de Mahomet, héros des premiers temps de l'islam tels qu'Omar, Abu Ubayda, Amr et Muadh, fondent les interprétations religieuses et juridiques musulmanes face à cette maladie tout au long du Moyen Âge, y compris les réponses à la peste noire,,, et sont encore évoqués en 2020 dans le contexte de la pandémie de Covid-19,. Ces épisodes liés à la peste d'Emmaüs sont également à l'origine de nombreux débats dans les collections de hâdiths et textes historiques plus tardifs, en particulier sur des questions de théologie (libre arbitre, prédestination), de jurisprudence (entrée ou fuite d'une zone touchée par la peste) et de médecine (concept de contagion, transmission de la maladie). 
Avant l'avènement de l'islam, les Arabes n'avaient jamais été affectés par des épidémies humaines grâce au climat peu propice à leur propagation en Arabie, mais ils avaient l'habitude des maladies vétérinaires et des épizooties. Ces dernières ont donné une matière religieuse abondante sous forme de hadîths qui a servi de base aux interprétations autour de la peste d'Emmaüs. Les érudits musulmans médiévaux tirent ainsi trois grands principes des réactions contemporaines à la peste d'Emmaüs : (i) la peste est une punition pour les non-croyants et une forme de miséricorde divine ou de martyre pour les fidèles musulmans ; (ii) la peste n'est pas une contagion, mais est, au contraire, directement imposée par Dieu aux hommes ; et (iii) il est interdit pour les musulmans d'entrer dans des territoires frappés par la peste, ou de les fuir. Ces principes provoquent des désaccords théologiques constants tout au long des résurgences épidémiques du Moyen Âge en raison de la difficulté à accepter la peste comme une miséricorde ou un châtiment divin, et un caractère contagieux relativement évident.

#### Châtiment et martyre
Sans mention explicite de la peste dans le Coran, l'interprétation théologique se tourne vers les hâdiths qui considèrent que la peste est un châtiment divin, interprétation renforcée par l'attitude des populations chrétienne et juive autochtones, et par l'anxiété humaine naturelle face à une telle situation. La punition divine pourrait ainsi directement viser les musulmans et leurs troupes, pour lesquels certains textes dénoncent le laxisme moral en Syrie, par exemple à travers la consommation de vin. Cependant, pour une grande partie des interprétations, la peste ne serait pas destinée aux musulmans mais aux infidèles, Dieu ouvrant ainsi un nouveau front dans la guerre sainte,. Si un musulman en meurt, c'est dans le contexte de la guerre sainte (djihad). Il est donc reconnu comme un combattant (moudjahid) mourant par la faute des infidèles et devient donc martyr (chahid) à qui la miséricorde (rahma) est accordée,.

#### Prédestination et contagion
D'origine divine, la peste revêt également un caractère inévitable : la fuite, qu'elle soit physique ou spirituelle, par la prière, est donc inutile car le sort est déjà décrété par Dieu,,. Il s'agit alors d'endurer (sabr) l'épreuve et de l'accepter pour accéder au martyre. Cette interprétation, renforcée par un hadith, rejetterait ainsi l'interprétation pré-islamique où les démons ou des regards malveillants seraient directement à l'origine des maladies, que certains commentateurs anciens ont pu lire à tort comme un rejet du concept même de contagion,. 
L'attitude d'Omar rebroussant chemin vers Médine et évitant de pénétrer en Syrie affectée par la peste, appuyée par un hadith interdisant l'entrée dans une contrée touchée par la peste, sert de base à la troisième recommandation : l'interdiction d'entrée ou de fuir une contrée touchée par la peste. Cette dernière, plus en accord avec les paroles du Prophète que le simple rejet de la contagion, prône la prévention et l'évitement. Le repli de l'armée vers une terre plus saine n'est alors pas directement perçu comme une véritable fuite, comme le présente Omar à Abu Ubdaya, celle-ci étant de toute manière inutile car la peste est d'origine divine.